# Arionidae
Los arionidos (Arionidae) son una familia de moluscos gasterópodos pulmonados terrestres en el orden de los Stylommatophora. Sus especies se distribuyen por el Paleártico, aunque se presentan como invasoras en el resto del mundo.

## Géneros
Se reconocen los siguientes:
- Arion Férussac, 1819
- Ariomilax
- Ariunculus Lessona, 1881
- Geomalacus Allman, 1843
- Letourneuxia Bourguignat, 1866